# Radek Ładczuk
Radosław Ładczuk, detto Radek (Stettino, 2 giugno 1976), è un direttore della fotografia polacco.

## Biografia
Laureatosi in fotografia cinematografica alla Scuola nazionale di cinema, televisione e teatro Leon Schiller di Łódź, lavora principalmente nel documentario, finché non viene scelto dalla cineasta australiana Jennifer Kent, che faticava a trovare il direttore della fotografia giusto per il film horror Babadook (2014), su consiglio della collega israeliana Tali Shalom-Ezer, per la quale Ładczuk aveva diretto la fotografia dei film Surrogate e Princess. Tornerà a collaborare con Kent nel 2018, in The Nightingale, venendo candidato agli AACTA Awards.

## Filmografia parziale

### Cinema
- Sala samobójców, regia di Jan Komasa (2011)
- Princess, regia di Tali Shalom-Ezer (2014)
- Babadook (The Babadook), regia di Jennifer Kent (2014)
- My Days of Mercy, regia di Tali Shalom-Ezer (2017)
- The Nightingale, regia di Jennifer Kent (2018)
- The Hater (Sala samobójców. Hejter), regia di Jan Komasa (2020)
- Il mio vicino Adolf (My Neighbor Adolf), regia di Leon Prudovsky (2022)
- Nocebo, regia di Lorcan Finnegan (2022)
- Enea, regia di Pietro Castellitto (2024)

### Televisione
- La stanza delle meraviglie di Guillermo del Toro (Guillermo del Toro's Cabinet of Curiosities) – serie TV, episodio 1x08 (2022)